# 大牟田市立甘木中学校
大牟田市立甘木中学校（おおむたしりつあまぎちゅうがっこう）は、福岡県大牟田市に所在する公立中学校。

## 所在地
- 福岡県大牟田市大字甘木613番地1

## 沿革
- 1948年 大牟田市立第九中学校として創立
- 1950年 現校名に名称変更

## 通学区域
- 倉永小学校区
- 手鎌小学校区[1]

## 周辺
- 甘木山
- 鹿児島本線 - 吉野駅
- 西鉄天神大牟田線
  - 西鉄渡瀬駅 - 倉永駅 - 東甘木駅